# Daguerréotypes (téléfilm)
Pour plus de détails, voir Fiche technique et Distribution.
Daguerréotypes est un téléfilm documentaire germano-français réalisé par Agnès Varda et diffusé en 1975.

## Synopsis
« Daguerréotypes n'est pas un film sur la rue Daguerre, pittoresque rue du 14e arrondissement, c'est un film sur un petit morceau de la rue Daguerre, entre le no 70 et le no 90, c'est un documentaire modeste et local sur quelques petits commerçants, un regard attentif sur la majorité silencieuse, c'est un album de quartier, ce sont des portraits stéréo-daguerréotypés, ce sont des archives pour les archéo-sociologues de l'an 2975. C'est mon opéra-Daguerre. »

— Agnès Varda, 1978.
1974-1975 à Paris : instants de vie et témoignages des habitants et commerçants « à moins de 50 mètres de la porte d'Agnès-la-Daguerréotypesse. »

## Fiche technique
- Titre original : Daguerréotypes
- Titre allemand : Daguerreotypen - Leute aus meiner Straße
- Réalisation : Agnès Varda
- Scénario : Agnès Varda
- Photographie : Nurith Aviv, William Lubtchansky
- Son : Antoine Bonfanti, Jean-François Auger
- Montage : Gordon Swire, Andrée Choty
- Musique : celle de la boutique « Paris Accordéon »[Note 1]
- Scripte, régie : Christote Szendro
- Productrice : Agnès Varda
- Sociétés de production : ZDF (Allemagne), Ciné-Tamaris (France), INA (France)[1]
- Sociétés de distribution : Ciné-Tamaris/Paramount Pictures
- Pays d'origine :  Allemagne,  France
- Langue originale : français
- Format : 16 mm — couleur (Eastmancolor) — image 4/3 — son monophonique
- Genre : documentaire
- Durée : 80 minutes
- Dates de diffusion :
  -  : 24 juin 1975 sur ZDF[1].
  - [Note 2] : 29 novembre 1976 sur TF1[1].
- Exploitation en salle : projection le 28 février 1978 au cinéma L'Épée de bois[1] (Paris, 5e arrondissement).
- Tous publics.

## Distribution
- Les habitants et commerçants de la rue Daguerre : eux-mêmes
- Mystag le magicien : lui-même
- Rosalie Varda : elle-même
- Agnès Varda : narratrice

## Production

### Genèse
- Agnès Varda[1] : « Vers 1973, Eckart Stein de la ZDF m'avait proposé une « carte blanche » pour son programme plus ou moins marginal et je lui avait dit mon désir de filmer des objets, des gens immobiles et même des visages de morts. […] L'occasion de commencer un film me fut donnée par un magicien qui colla une affiche au café du coin annonçant son spectacle pour le samedi suivant. J'agitais en direction de Mayence ma carte blanche qui devint un chèque. On sortit nos réserves, l'INA compléta. Ainsi est né Daguerréotypes, un film sur les commerçants de mon pâté de maisons au bout de la rue Daguerre, côté avenue du Maine, réunis par Mr. Mystag pour un spectacle au café (sans augmentation du prix des consommations). »

### Casting
- Agnès Varda[1] : « J'avais choisi mes voisins comme sujets, ceux qui laissent leurs portes ouvertes. Comme si j'allais faire les courses chez « mes » commerçants habituels, mais avec une caméra tenue par Nurith Aviv dont j'avais remarqué les images dans un étrange film Erica Minor. »

### Tournage
- Période de prises de vue : octobre-novembre 1974 et février 1975[1].
- Extérieurs à Paris : rue Daguerre et parc Montsouris (14e arrondissement)[1], esplanade du Trocadéro et parvis des droits de l'homme (16e arrondissement)[2].
- Agnès Varda[1] : « On a tourné en très petite équipe. Je dis bien petite. Ni Nurith, ni Christote qui faisait la régisseuse et la scripte, ni moi n'atteignons un mètre cinquante-quatre. Nous allions et venions, comme trois petites souris se planquant derrière la caisse d'un magasin ou dans un coin entre deux paquets. L'électro, normalement grand, s'éclipsait après avoir fait la lumière et l'ingénieur du son se cachait aussi, ne laissant dans l'espace que sa perche. C'est dire que les boutiques étaient nettes et que les clients pouvaient s'y comporter normalement. Nurith, avec un sens extraordinaire des mouvements organiques, passait d'un geste à un visage puis à un objet ou à l'ensemble. De temps en temps je lui murmurais quelque chose à l'oreille, en général elle sentait ce que je voulais filmer. Il est arrivé qu'un type entre dans la mercerie pour acheter deux boutons de chemises à vingt centimes, qu'il paye et sorte sans sourire… et sans avoir jeté un coup d'œil vers la caméra. Cet achat de deux boutons était la preuve aussi que notre méthode était valable : discrétion, immobilité, écoute. J'avais ajouté au reportage quelques questions comme À quoi rêvez-vous ? et Où vous êtes-vous rencontrés ? puisque tous les commerçants travaillaient en couples. L'immobilisme de ce mini-quartier a pris la forme de photographies filmées. Ils deviennent eux-mêmes, en posant à la fin du film, des portraits figés dans le temps, mais quelques cheveux bougent, un geste s'ébauche, ils respirent ! Ce sont des daguerréotypes vibrants. »

## Distinctions

### Récompense
- Prix du Cinéma d'Art et d'Essai 1975.

### Nomination
- Oscar du cinéma 1976 : nommé pour l'Oscar du meilleur film documentaire de long métrage.

## Thèmes et contexte
Avec une caméra la plupart du temps statique, dont la longueur du câble électrique branché chez elle détermina le rayon de son périmètre d'action, Agnès Varda filme la vie quotidienne de ses voisins. Sans revendications, en proie à des interrogations (« qu'est-ce que ce film : un reportage, un hommage, un regret, un reproche, une approche ? »), elle effectue un travail qui relève à la fois du constat social et de l'essai poétique. 
La déclinaison succincte de leur état civil par chaque commerçant constitue un fichier révélateur du flux migratoire : ces Parisiens de la rue Daguerre sont natifs d'Aquitaine, d'Auvergne, de Bretagne (les Bretons sont les plus nombreux, car la gare Montparnasse est à deux pas), de Normandie ou de Tunisie. 
Chez ces commerçants flotte parfois comme un air de comédie musicale de Jacques Demy : on s'attend à entendre Rosalie Varda chanter « je voudrais de l'eau de Cologne pour une amie » à Léonce et Marcelle de la boutique Au Chardon Bleu, ou Yves le coiffeur chantonner « au revoir mon chéri, travaille bien » lorsque son fils vient l'embrasser avant de partir à l'école. 
Le film reflète la vie dans les années 1970 : Mystag le magicien utilise pour un de ses tours le journal France-Soir où on lit sur 5 colonnes à la une « Avortement : c'est l'heure de vérité » (la loi Veil va être adoptée en janvier 1975). État des métiers disparus ou en voie de l'être : la bonneterie et « parfumerie au détail », le réparateur en horlogerie, le marchand de couleurs. Le boulanger fait encore cuire son pain au feu de bois à Paris en 1975 et témoigne de la pénibilité de son corps de métier ; la baguette coûte 85 centimes de francs. Les auditoires de la petite auto-école ou du spectacle de Mystag le magicien forment des rassemblements ethniques chaleureux : public captivé de Maghrébins, de noirs et de blancs. 
Ce film résume l'ampleur du travail de fourmi d'Agnès Varda qui, tout au long de sa carrière, grâce à son regard incisif, parvient à refléter, même au travers d'un microcosme comme celui-ci, les aspirations et les rêves essentiels des êtres humains.

## Vidéographie
Cléo de 5 à 7 et Daguerréotypes de Agnès  Varda, Paramount Home Entertainment France/Ciné-Tamaris, 2005, 2 DVD PAL Zone 2  (EAN 3333973141072) : Édition Collector avec bonus : Les Dites cariatides + L'Opéra-Mouffe + Le Lion volatil + 1 livret illustré 16 pages + 1 dépliant de dessins de Sempé Je me souviens de Cléo (BNF 40110713).